# Patella (género)
Patella es un género de las llamadas verdaderas lapas, moluscos gasterópodos marinos con branquias, de la familia Patellidae.
Patella es, además, el género tipo de la familia Patellidae.

## Especies
Las especies dentro del Patella incluyen:
- † Patella alessiae Forli, Dell'Angelo, Montagna & Taviani, 2004
- † Patella alternicostata Sandberger, 1859
- † Patella ambroggii Lecointre, 1952
- †Patella amuritica Wilckens, 1922
- Patella argentaurum Lesson, 1831
- Patella aspera Röding, 1798[3]
- Patella caerulea Linnaeus, 1758[4]
- Patella candei d'Orbigny, 1839[5]
- Patella crocata R.P. Lesson, 1831
- Patella cyanea R.P. Lesson, 1831
- Patella depressa Pennant, 1777 (nombre dudoso)[6]
- Patella depsta Reeve, 1855:[7] (identidad dudosa)
- † Patella estotiensis Lozouet, 1999
- Patella ferruginea Gmelin, 1791[8]
- Patella gomesii Drouet, 1858[9]
- † Patella hebertiana (d'Orbigny, 1850)
- Patella lugubris Gmelin, 1791[10]
- † Patella mahamensis Martín-González, 2018
- † Patella matheyi De Loriol in De Loriol & Koby, 1890
- † Patella maxoratensis Martín-González & Vera-Peláez, 2018
- † Patella nelsonensis Trechmann, 1918
- Patella ordinaria Mabille, 1888
- Patella pellucida Linnaeus, 1758[11]
- Patella piperata Gould, 1846[12]
- † Patella protea Doderlein, 1862
- Patella rangiana Rochebrune, 1882[13]
- Patella rustica Linnaeus, 1758[14]
- Patella skelettensis Massier, 2009[15]
- † Patella staceata Gründel, Hostettler & Menkveld-Gfeller, 2020
- Patella swakopmundensis Massier, 2009[16]
- Patella tenuis Gmelin, 1791
- † Patella tintina Martín-González & Vera-Peláez, 2018
- Patella ulyssiponensis [17]
- Patella vulgata Linnaeus, 1758[18]